# Kozare (Leskovac)
Pour les articles homonymes, voir Kozare.
Kozare (en serbe cyrillique : Козаре) est un village de Serbie situé sur le territoire de la Ville de Leskovac, district de Jablanica. Au recensement de 2011, il comptait 301 habitants.

## Démographie
| 1948 | 1953 | 1961 | 1971 | 1981 | 1991 | 2002 | 2011 |
| ---- | ---- | ---- | ---- | ---- | ---- | ---- | ---- |
| 376  | 376  | 400  | 419  | 398  | 365  | 362  | 301  |

|  |